# Dioscorea elegans
Dioscorea elegans là một loài thực vật có hoa trong họ Dioscoreaceae. Loài này được Ridl. ex Prain & Burkill mô tả khoa học đầu tiên năm 1925.